# Pseudopogonatherum
Pseudopogonatherum es un género de plantas herbáceas, de la familia de las poáceas. Es originario de Asia tropical.
Algunos autores lo incluyen en el género Eulalia.

## Especies
- Pseudopogonatherum capilliphyllum
- Pseudopogonatherum collinum
- Pseudopogonatherum contortum
- Pseudopogonatherum egregium
- Pseudopogonatherum irritans
- Pseudopogonatherum setifolium